# Черче (Кам'янець-Подільський район)
Че́рче — село в Україні, у Чемеровецькій селищній громаді Кам'янець-Подільського району Хмельницької області. Населення по різних даних — більше 670 мешканців.

## Назва
За переказами поселення отримало свою назву від слова «чернче» або «чернече», тобто «монашеське». У давнину тут був скельний монастир, зруйнований монголо-татарами.

## Географія
Село розташоване на обох берегах річки Смотрич, на двох зустрічних півостровах, за 25 км від міста Кам'янця-Подільського, біля автошляху Т 2321.
Село лежить в межах національного природного парку «Подільські Товтри».

### Клімат
Черче знаходяться в межах вологого континентального клімату із теплим літом.

## Історія
Село документально відоме з 1493 року. Як містечко виступає з 1565 року, а в 1578 році одержало Магдебурзьке право.
Є залишки давньоруського городища.
За переказами тут був скельний монастир, зруйнований монголо-татарами в 1240-х рр.
Населення переважно православного віросповідання.
Церква святого Миколая Мирлікійського Чудотворця згадується в XV ст. Теперішня церква заснована перед 1769 роком — дерев'яна триверха споруда. Нова кам'яна церква закладена в 1790 році, освячена в 1815 році. Відбудована після руйнації у 1990-х рр.
Римо-католицький костел Пресвятої Трійці збудовано в 1637 році на найвищій точці півострова. Зруйнований до стану руїн у 1980-х рр. Відновлений у 1990-х рр.
У 1907 році в селі відбувся селянський мітинг.
У ніч з 13 на 14 березня 1919 року у селі Черче більшовиками був закатований місцевий священик о. Кирило Буяльський (1887-1919). Він став першим подільським священником, якого вбили більшовики.
Внаслідок поразки визвольних змагань на початку XX століття, село надовго окуповане російсько-більшовицькими загарбниками.
Радянська окупація принесла колективізацію та розкуркулення, мешканці села зазнали репресій. Багатьох частинах Поділля відбувались масові селянські повстання, проти радянської влади.
В 1932–1933 селяни села пережили Голодомор.
Роки Великого терору 1936-1937 вбито осіб різних національностей і професій, багато людей було виселлено як сім'ї «ворогів народу».
По закінченню Другої світової війни у 1946—1947 роках мешканці села вчергове пережили голод.
Радянський період у Черчі розміщувались рослинницька і овочева бригади колгоспу, які обробляли 1,1 тис. га орної землі, також були свиноферма і ферма молодняка великої рогатої худоби. Працюють: дитячий садок, середня школа, клуб, бібліотека, дільнична лікарня, будинок-інтернат для одиноких престарілих та інвалідів.
З 24 серпня 1991 року село входить до складу незалежної України.
15 вересня 2016 року шляхом об'єднання сільських територіальних громад, село увійшло до складу Чемеровецької селищної громади. Об'єднання в громаду має створити умови для формування ефективної і відповідальної місцевої влади, яка зможе забезпечити комфортне та безпечне середовище для проживання людей.
До адміністративної реформи 19 липня 2020 року село належало до Чемеровецького району, після його ліквідації, увійшло до складу Кам'янець-Подільського району..

## Населення
За переписом населення України 2001 року в селі мешкало 694 осіб.

### Мова
У селі поширена західноподільська говірка, що відноситься до подільського говору, який належить до південно-західного наріччя.
Розподіл населення за рідною мовою за даними перепису 2001 року:
| Мова       | Відсоток |
| ---------- | -------- |
| українська | 98,72 %  |
| російська  | 1,28 %   |

## Опис герба
1. Основа герба — чотирикутний щит із загостреною основою.
2. На зеленому фоні товтр — срібне стилізоване зображення Черчецької православної церкви
св. Миколая Чудотворця, яке нагадує про походження назви села.
3. В нижній частині — стилізоване зображення млинового колеса із квіткою Медоборів на хвилях
р. Смотрич, яке нагадує про розвиток ремісництва на території села.
4. Герб обрамлений вінком декоративного орнаменту золотистого кольору, у верхній частині орнаменту розміщений золотий тризуб.
5. В нижній частині герба — стрічка зеленого (синього) кольору з написом «Черче».

## Пам'ятки природи
Неподалік від села розташована ботанічна пам'ятка природи — Самовита товтра.
Державний ботанічний заказник місцевого значення «Черчецька товтра» .

## Літопис
Черче — в 1565 містечко Подільського воєводства, належало кам'янецьким біскупам (с. 181).
В 1578 році кам'янецький єпископ РКЦ Марцін Бялобжеський отримав від короля Стефана Баторія Магдебурзьке право для Черче та право на запровадження ярмарків у дні католицьких релігійних свят — Трьох королів та Бартоломія(прав.св. Богоявлення і св. Варфоломея).
Після того, як у 1793 р. Черче було анексоване російським урядом, поступило в казну і його було віддано імператрицею Катериною 11 в подарунок племінниці графа Потьомкіна — гетьмановій — Олександрі Браницькій (з Енгельгардтів).
Пізніше дочка О.Браницької, граф. Воронцова продала маєток п. Ціхоцьким, після них власником став Матвій Хелмінський. Від нього шляхом укладення шлюбу маєток перейшов до родини Л. Г. Садовського, які залишалися вже останніми власниками Черче.
У 1637 році в Черче латинським єпископом Павелом Пясецьким був збудований мурований костел Св. Трійці. Костел був знищений, до стану руїн, в 1980-х роках. Пізніше, в 1990-х роках, збудований наново, без дотримання старої архітектури.
Православна церква Св. Миколая Мирлікійського згадується вже в XVi столітті.
У XVIII ст. церква була греко-католицькою ім. Св. Миколая Мирлікійського Чудотворця. Нова кам'яна, існуюча тепер, церква була закладена біля старої дерев'яної в 1790 році, освячена в 1815 році. Відбудована після радянської руйнації в 1990-х роках.
Наприкінці 19 ст. в Черче проживало 1552 чол. мешканців(православні, католики, євреї), 15 ремісників, були мурований млин, мурована церква, мурований костел.
При в'їзді у Черче із західної сторони, на перехресті доріг, стоїть «фігура» — хрест, поставлений за переказами мешканців, монахами в 1834 році для захисту краю від ворогів. На кам'яному постаменті хреста напис польською мовою «Боже, благослови ці землі».

## Легенда
Позаду римо-католицького костелу св. Трійці розташований житловий район — Пугачівка. Названий так, бо через річку — товтри, ліс, скелі, пугачі (різновид сови).
З Пугачівкою пов'язана одна легенда:
«Під час повстансько-селянського руху на Поділлі під проводом Устима Кармелюка в 1813—1835 рр., після його чергової втечі із Сибіру, Кармелюк гостював в наших краях і заночував на Пугачівці чи то у побратима, чи то у якоїсь коханої.
Хтось видав його місце перебування, і з Кам'янця за ним послали загін кінних жандармів. Поки вони блукали по темних провулках Пугачівки, Кармелюка встигли попередити про небезпеку. Він кинувся з високого берега в річку, проплив під водою і заховався у печері на протилежному березі. Жандарми постріляли йому навздогін, не влучили і ні з чим повернулися до Кам'янця.
Але як відомо з історії, деякий період часу Кармелюку довелося сидіти ув'язненим в кайданах в Папській башті Старої фортеці м. Кам'янця і навіть звідти йому вдалося втекти».

## Святині
- Костел Пресвятої Трійці
- Православна церква св. Миколая Чудотворця Мирлікійського

## Некрополі
- католицький цвинтар
- православний цвинтар

## Соціальна сфера
Працюють: дитячий садок, середня школа, клуб, бібліотека, дільнична лікарня, будинок для одиноких людей похилого віку.

## Відомі люди

### Народились
- Яковчук Олександр Миколайович — український композитор, заслужений діяч мистецтв України, лауреат державних та міжнародних премій.
- Ліщук Володимир Давидович — український радянський діяч, новатор сільськогосподарського виробництва.

### Проживали, перебували
- Кисельов Олександр Іванович — український літературознавець, перекладач, доктор філологічних наук, вчитель української мови в селі Черче.
- Ігнатій Розумовський — був настоятелем храму святого Миколая Мирлікійського в селі Черче, прадід Ольги Розумовської
- Недря Тетяна Володимирівна — українська краєзнавеця, проводила походи у селище Смотрич та села Черче, Карачківці, Залуччя, Нігин.

## Галерея

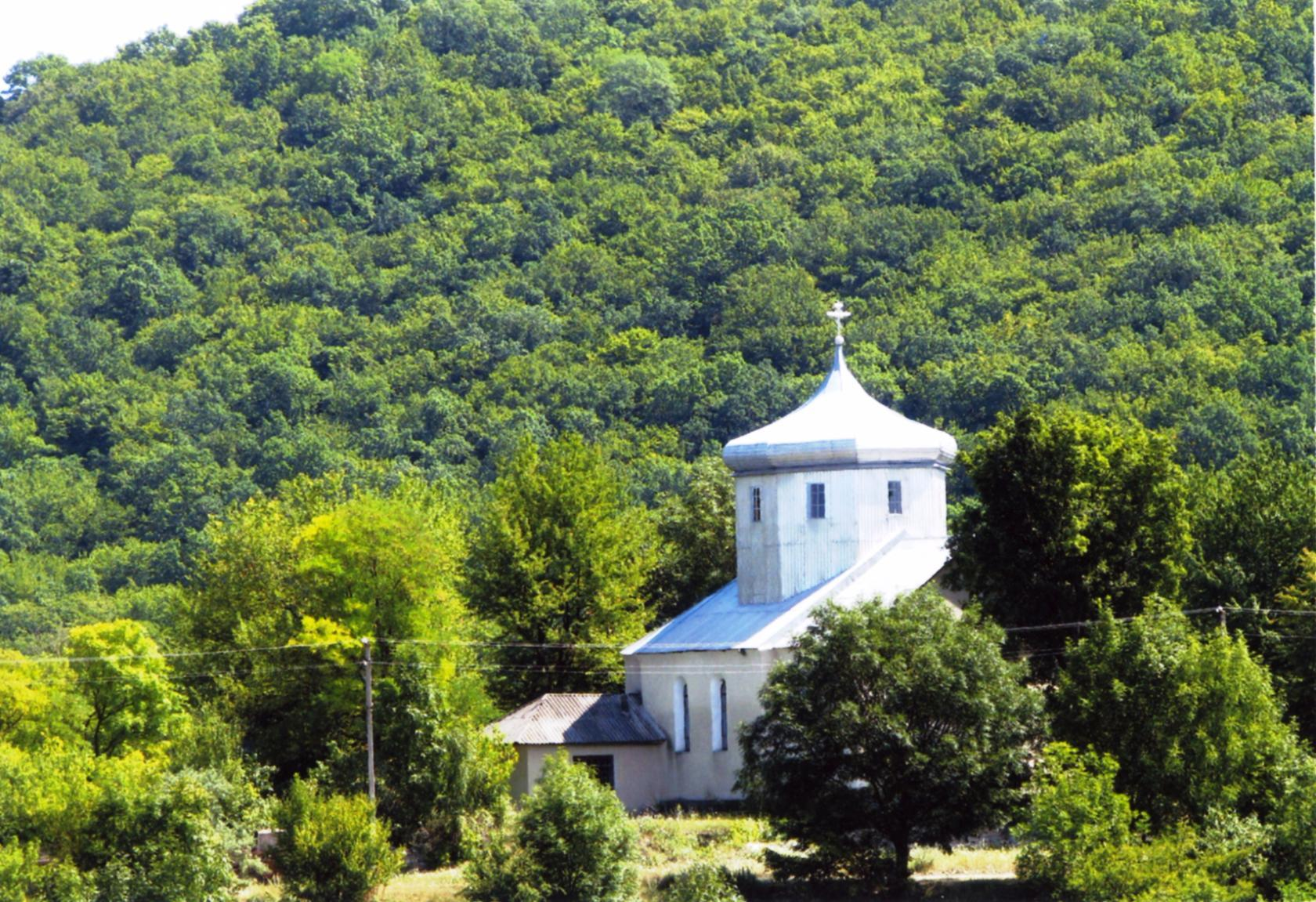
Церква св. Миколая Мирлікійського
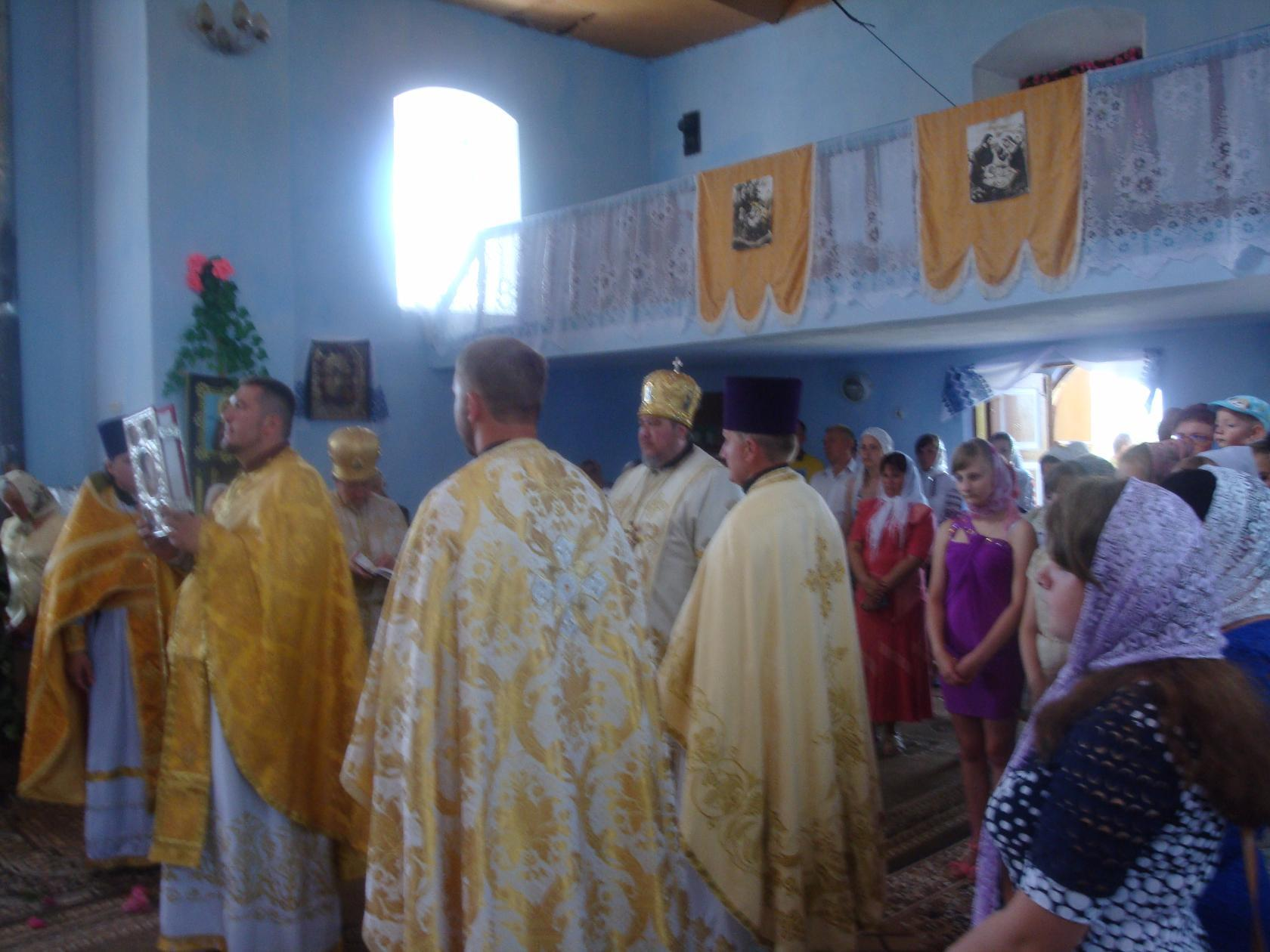
Архиєрейська свята Літургія в церкві св. Миколая
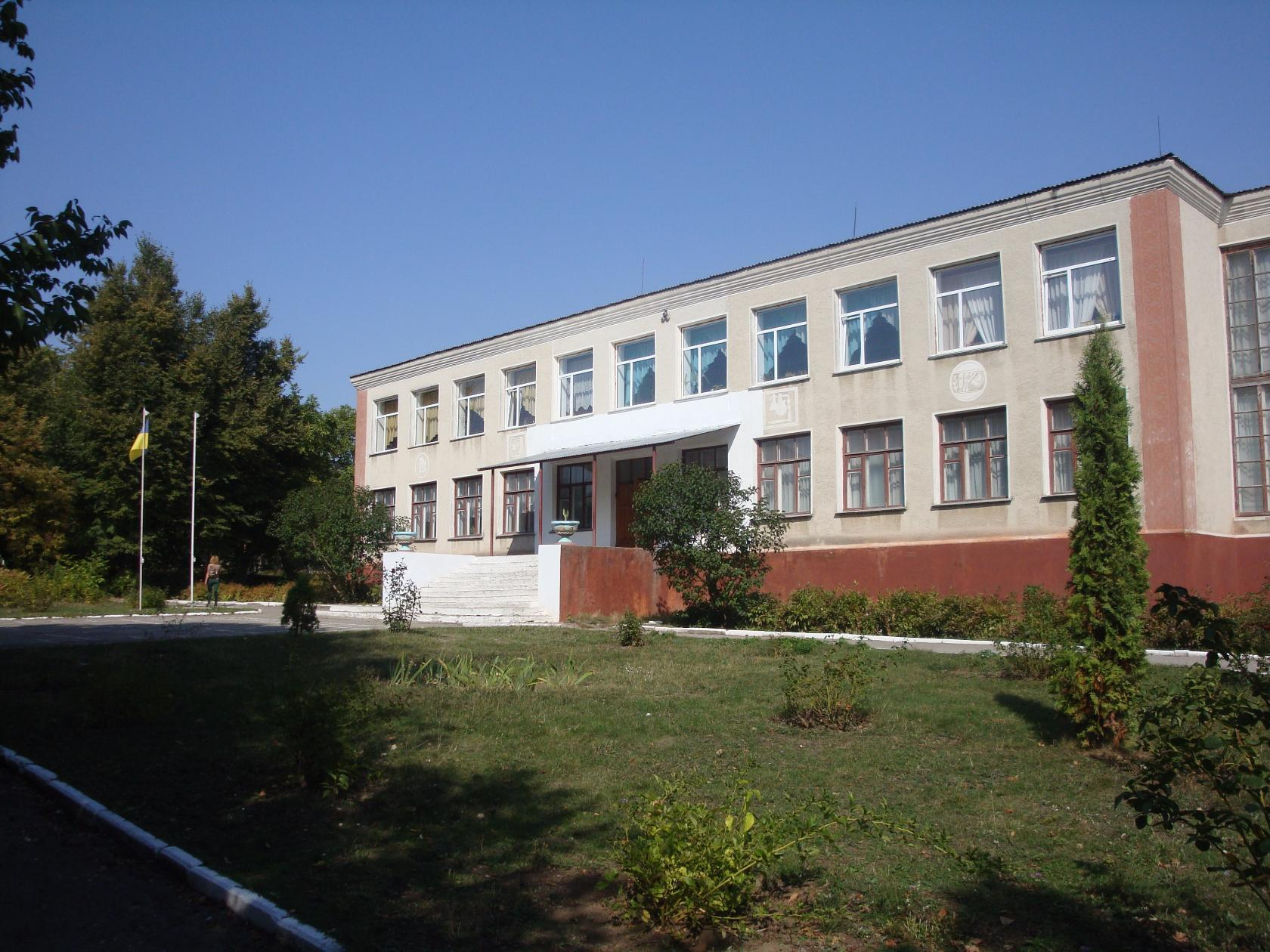
ЗОШ I-III ступенів
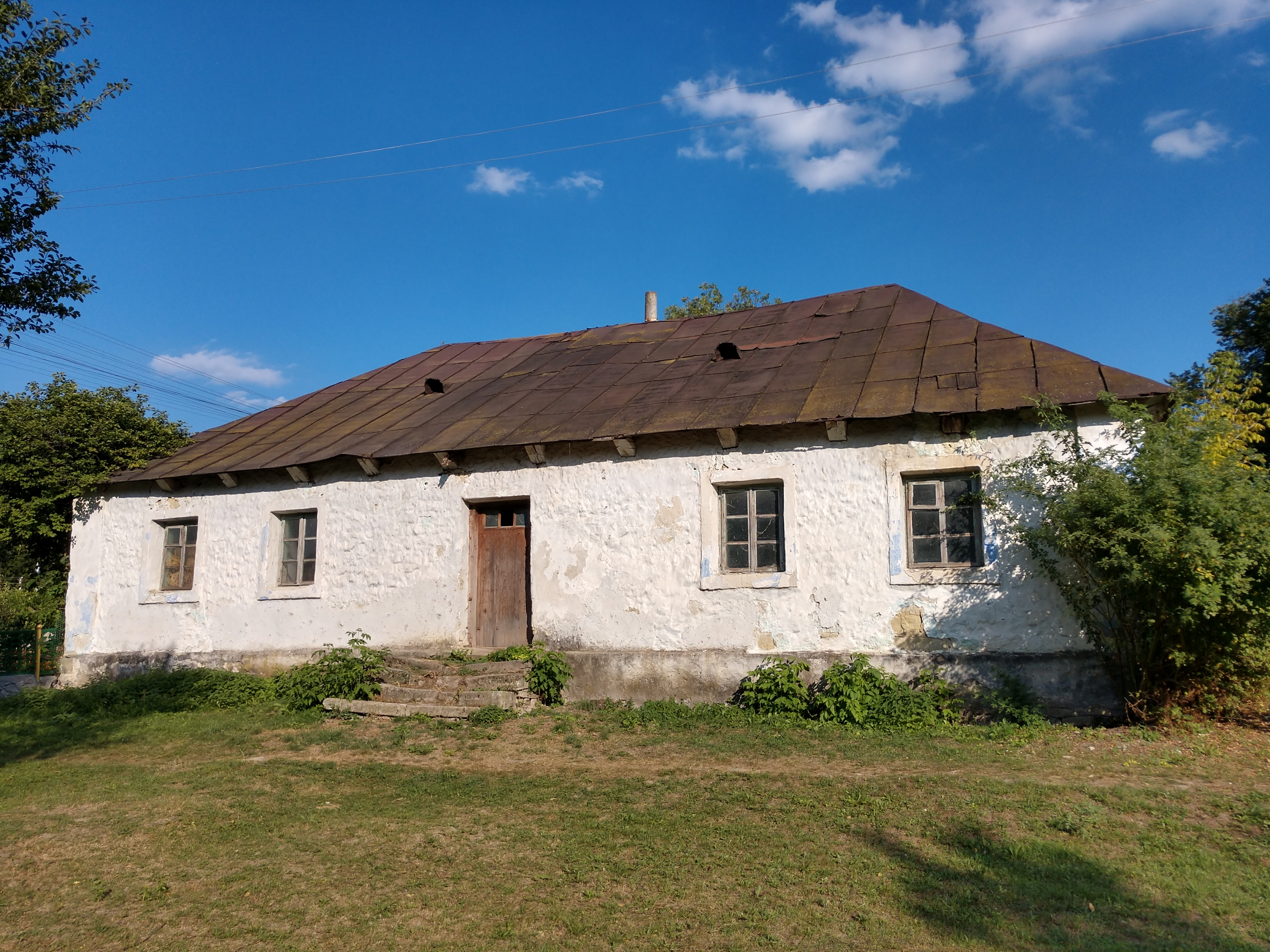
Шпиталь Черче
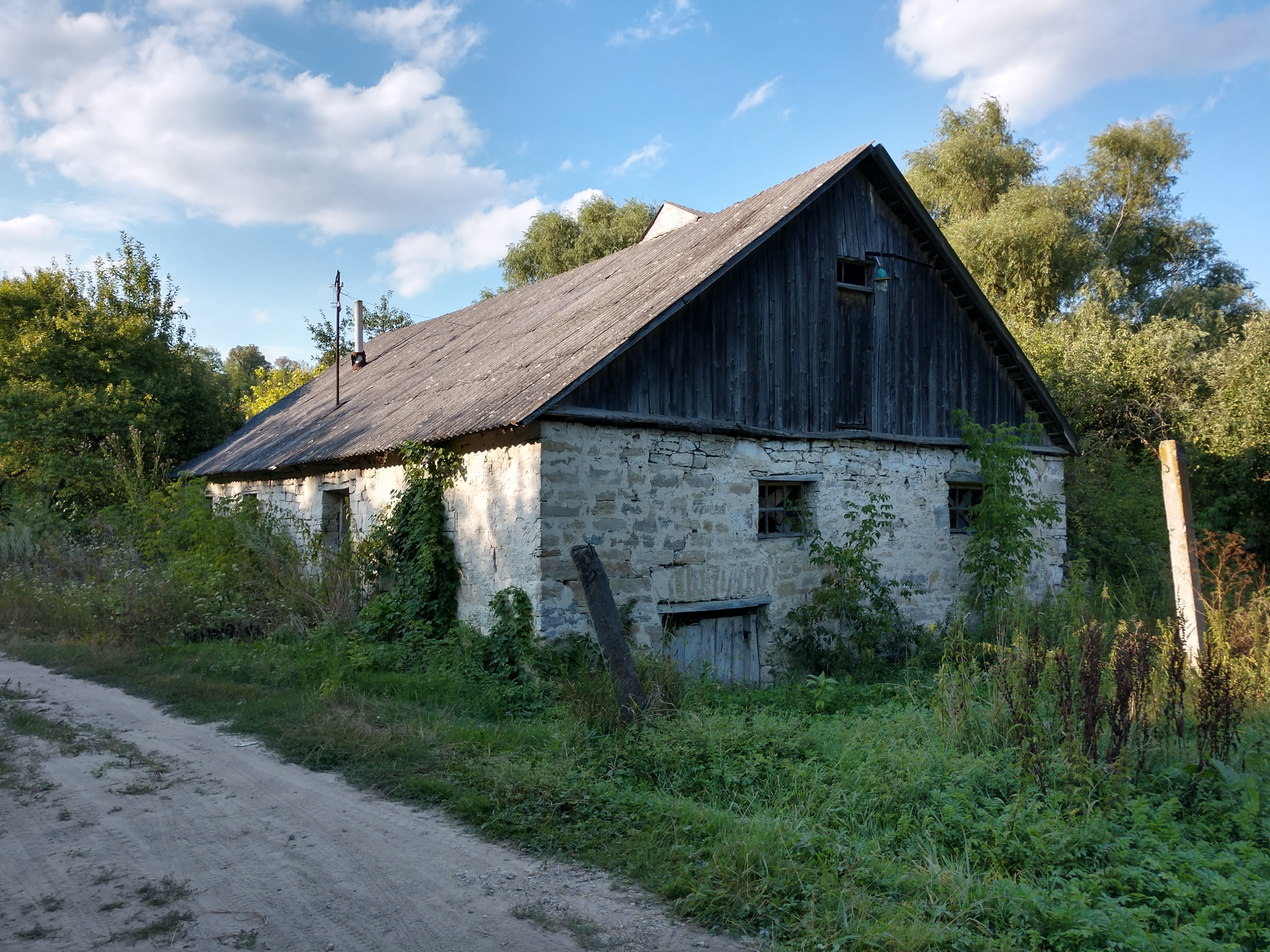
Черче, млин на Смотричі
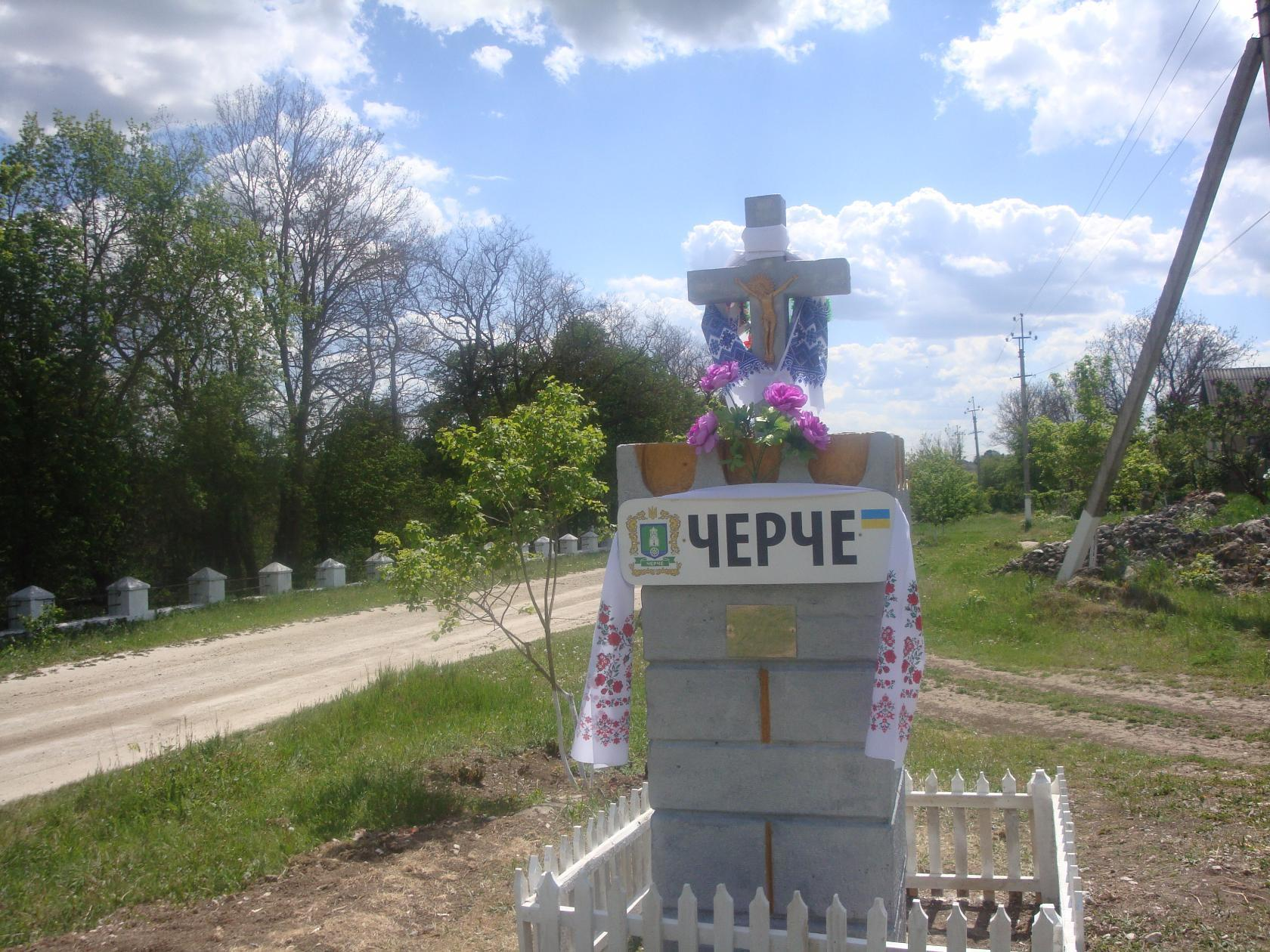
Хрест-хранитель при в'їзді
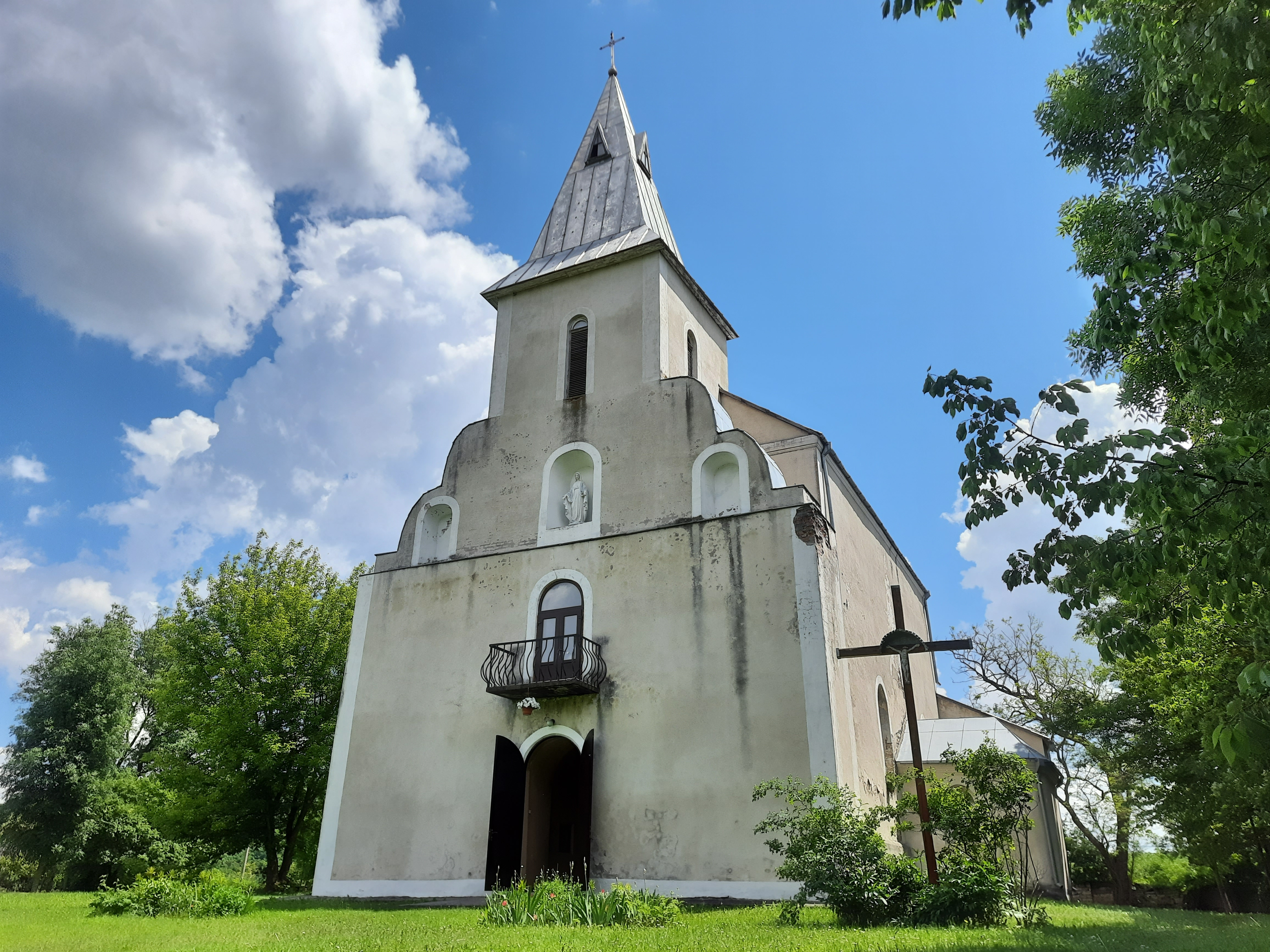
Костел
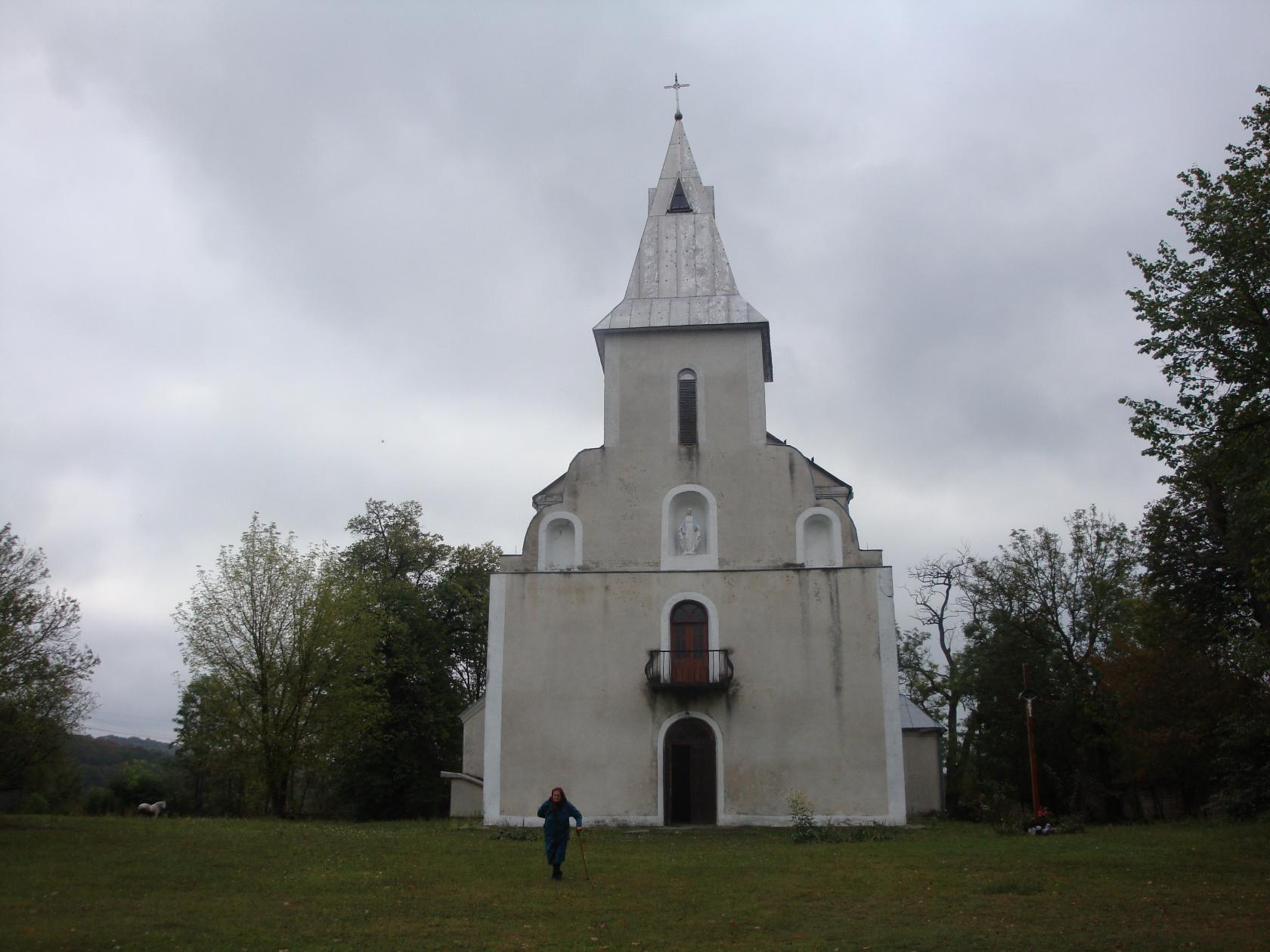
Костел Пресвятої Трійці
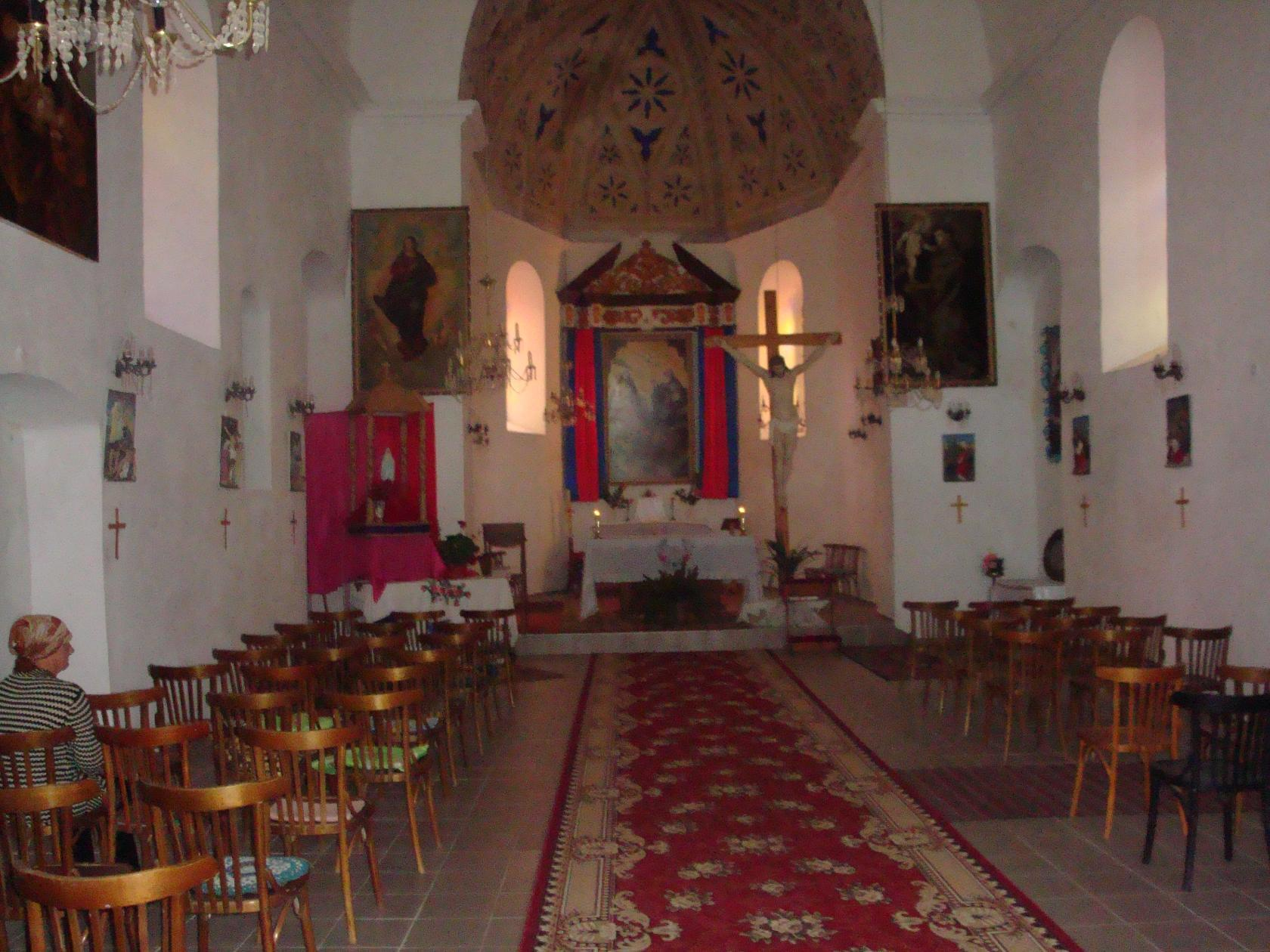
Костел Пресвятої Трійці всередині
Костел, деталь розпису, збережена зі старого костелу
Пам'ятний хрест при в'їзді у с. Черче із західної сторони
Село Черче здалеку